# 東栄町立東栄小学校
東栄町立東栄小学校（とうえいちょうりつとうえいしょうがっこう）は、愛知県北設楽郡東栄町大字本郷字上桜平28-1にある町立の小学校。
2006年（平成18年）4月に開校し、2010年（平成22年）4月からは東栄町唯一の小学校である。2013年（平成25年）9月には愛知県立新城東高等学校本郷校舎（旧・愛知県立本郷高等学校）跡地の新校地に移転した。2018年度（平成30年度）は学級数が8学級、児童数が111人だった。東栄町立東栄中学校の学区に含まれている。

## 教育目標
東栄小学校は以下の3点を教育目標に掲げている。「みんなの目で、子どもが伸びようとする輝きを見いだし、認め、寄り添おう」をスローガンとしている。
- ちえ輝く子
- やさしさ輝く子
- げんき輝く子

## 歴史

### 年表
- 2006年（平成18年）4月 - 東栄町立中央小学校、東栄町立月小学校、東栄町立中設楽小学校を統合して開校。
- 2007年（平成19年）4月 - 東栄町立粟代小学校、東栄町立古戸小学校を統合。
- 2010年（平成22年）4月 - 東栄町立東部小学校、東栄町立奈根小学校を統合。
- 2013年（平成25年）9月 - 愛知県立新城東高等学校本郷校舎跡地の新校地に移転。

### 統廃合による開校

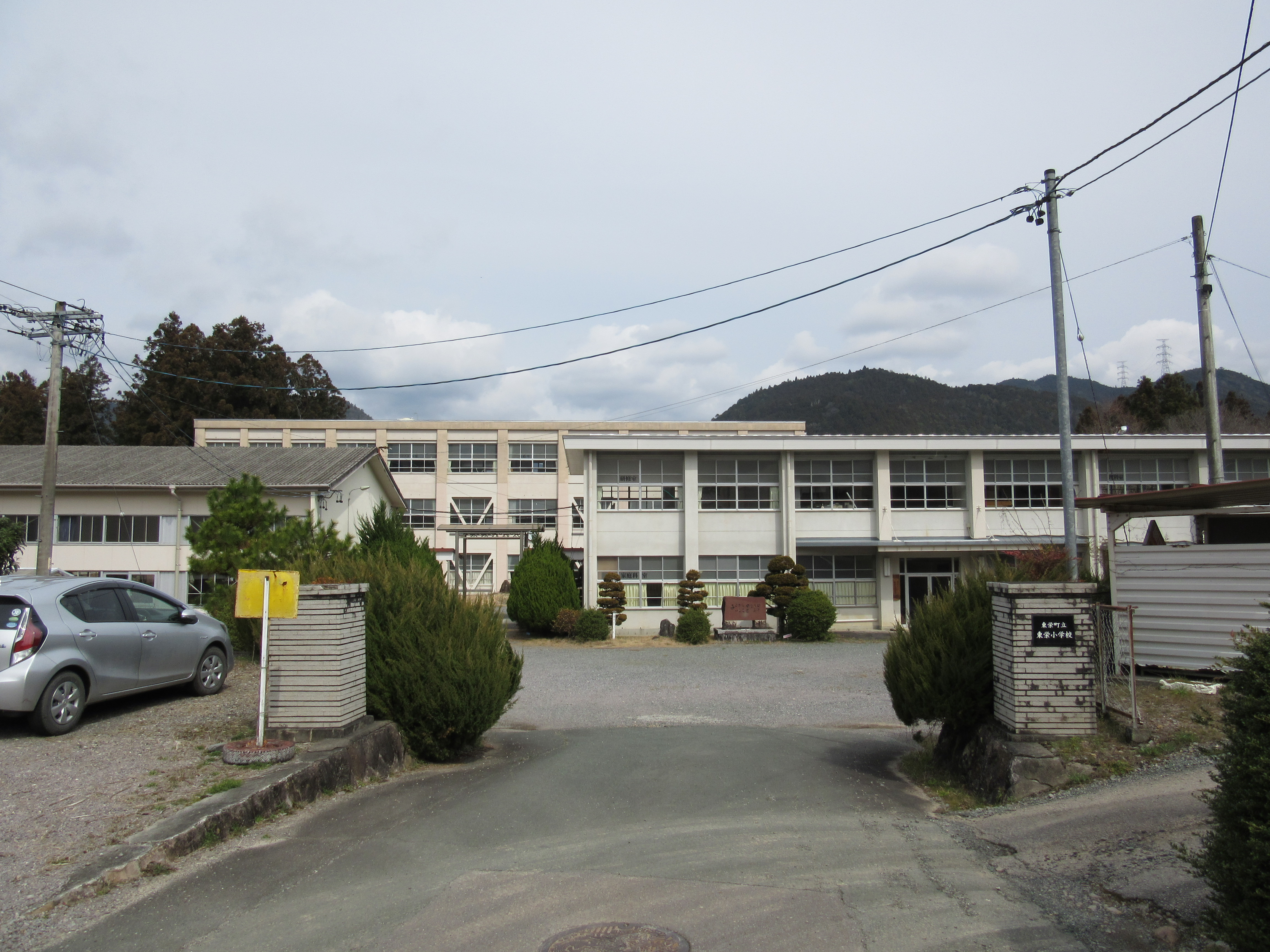
2013年までの旧校地

1882年（明治15年）の現・東栄町域には12校の小学校があった。1955年（昭和30年）の東栄町発足時にもやはり12校の小学校があり、1964年（昭和39年）からは長らく10校の体制が続いた。東栄町の中心地区である本郷地区にあったのは東栄町立中央小学校である。1975年（昭和50年）頃からは東栄町は各学校で「天地人教育」（ふるさと教育）を教育目標に掲げている。
1990年（平成2年）には少子化にともなう統廃合が行われ、東栄町立足込小学校と東栄町立御園小学校が中央小学校に統合された。2006年（平成18年）にはより大きな統廃合が行われ、中央小学校、東栄町立月小学校、東栄町立中設楽小学校の3校が統合されて新設校として東栄町立東栄小学校が開校した。開校時の所在地は東栄町大字本郷字東万場1（北緯35度04分20.3秒 東経137度42分09.3秒 / 北緯35.072306度 東経137.702583度）。2007年（平成19年）には東栄町立粟代小学校と東栄町立古戸小学校が東栄小学校に統合されている。2010年（平成22年）には東栄町立東部小学校と東栄町立奈根小学校も東栄小学校に統合され、東栄町の小学校は東栄小学校1校となった。2010年度（平成22年度）の児童数は122人だった。
| 北設楽郡東栄町の小学校 | 北設楽郡東栄町の小学校 | 北設楽郡東栄町の小学校 | 北設楽郡東栄町の小学校 | 北設楽郡東栄町の小学校 | 北設楽郡東栄町の小学校 | 北設楽郡東栄町の小学校 | 北設楽郡東栄町の小学校 | 北設楽郡東栄町の小学校 |
| 開校年                 | 閉校年                 | 1955年 東栄町発足      | 1960年                 | 1964年                 | 1990年                 | 2006年                 | 2007年                 | 2010年                 |
| ---------------------- | ---------------------- | ---------------------- | ---------------------- | ---------------------- | ---------------------- | ---------------------- | ---------------------- | ---------------------- |
| 1873年                 | 1960年                 | 東栄町立本郷小学校     | 1960年開校 中央小学校  | 中央小学校             | 中央小学校             | 2006年開校 東栄小学校  | 東栄小学校             | 東栄小学校             |
| 1874年                 | 1960年                 | 東栄町立西薗目小学校   | 1960年開校 中央小学校  | 中央小学校             | 中央小学校             | 2006年開校 東栄小学校  | 東栄小学校             | 東栄小学校             |
| 1876年                 | 1990年                 | 東栄町立足込小学校     | 足込小学校             | 足込小学校             | 中央小学校             | 2006年開校 東栄小学校  | 東栄小学校             | 東栄小学校             |
| 1875年                 | 1990年                 | 東栄町立御園小学校     | 御園小学校             | 御園小学校             | 中央小学校             | 2006年開校 東栄小学校  | 東栄小学校             | 東栄小学校             |
| 1873年                 | 2006年                 | 東栄町立月小学校       | 月小学校               | 月小学校               | 月小学校               | 2006年開校 東栄小学校  | 東栄小学校             | 東栄小学校             |
| 1875年                 | 2006年                 | 東栄町立中設楽小学校   | 中設楽小学校           | 中設楽小学校           | 中設楽小学校           | 2006年開校 東栄小学校  | 東栄小学校             | 東栄小学校             |
| 1873年                 | 2007年                 | 東栄町立粟代小学校     | 粟代小学校             | 粟代小学校             | 粟代小学校             | 粟代小学校             | 東栄小学校             | 東栄小学校             |
| 1882年                 | 1964年                 | 東栄町立小林小学校     | 小林小学校             | 粟代小学校             | 粟代小学校             | 粟代小学校             | 東栄小学校             | 東栄小学校             |
| 1873年                 | 2007年                 | 東栄町立古戸小学校     | 古戸小学校             | 古戸小学校             | 古戸小学校             | 古戸小学校             | 東栄小学校             | 東栄小学校             |
| 1875年                 | 1990年                 | 東栄町立東薗目小学校   | 東薗目小学校           | 東薗目小学校           | 1990年開校 東部小学校  | 東部小学校             | 東部小学校             | 東栄小学校             |
| 1875年                 | 1990年                 | 東栄町立下川小学校     | 下川小学校             | 下川小学校             | 1990年開校 東部小学校  | 東部小学校             | 東部小学校             | 東栄小学校             |
| 1873年                 | 2010年                 | 東栄町立奈根小学校     | 奈根小学校             | 奈根小学校             | 奈根小学校             | 奈根小学校             | 奈根小学校             | 東栄小学校             |

### 校地の移転

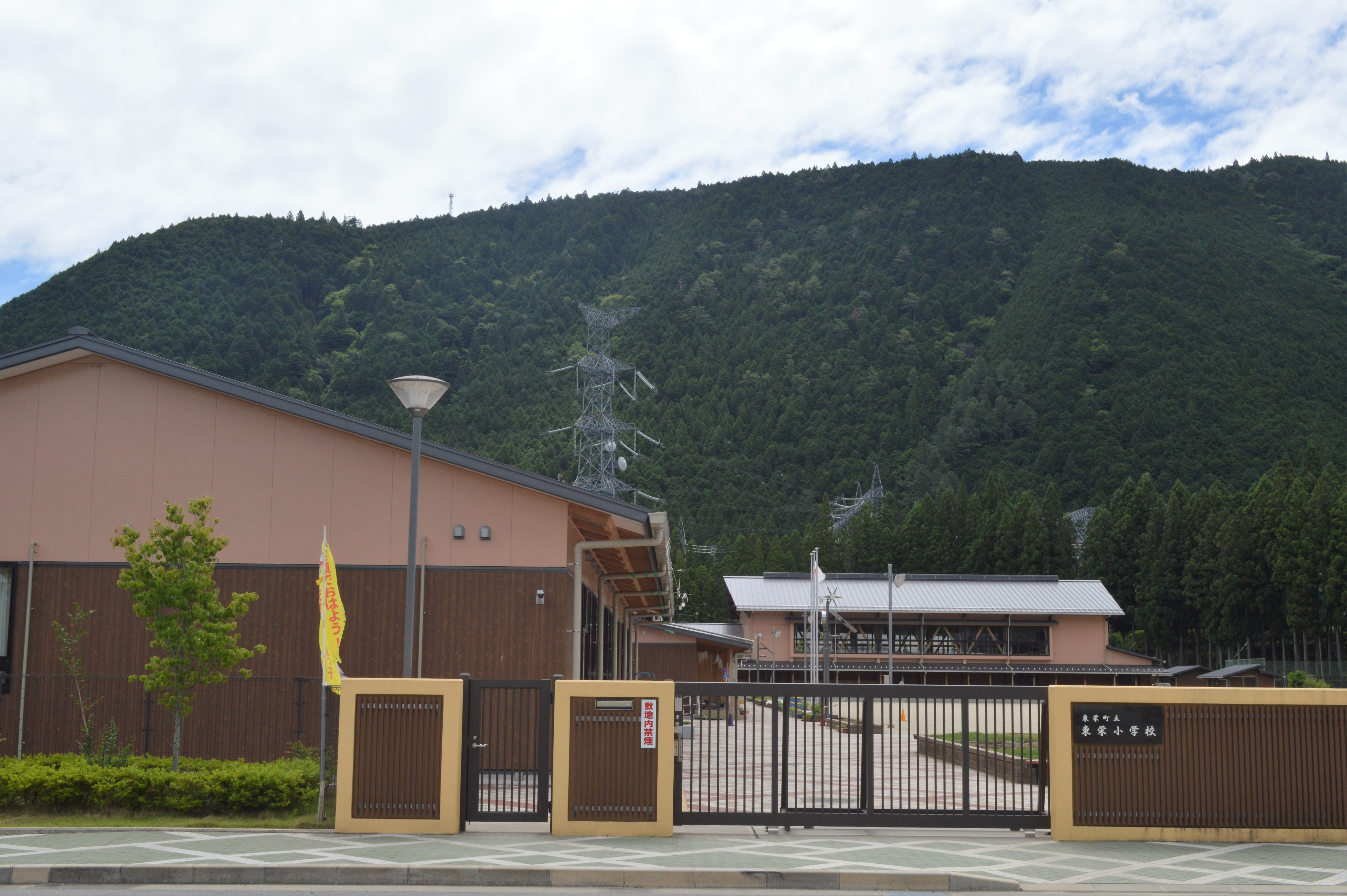
2013年度からの新校地

2007年度（平成19年度）末をもって愛知県立新城東高等学校本郷校舎（旧・愛知県立本郷高等学校）が閉校した。東栄町はもともと東栄グリーンハウスを小学校移転用地候補としていたが、2011年（平成23年）4月の東栄町長選挙では東栄グリーンハウス存続派の尾林克時が当選し、東栄グリーンハウスを取り壊して小学校を建設する計画が白紙となった。尾林は新城東高校本郷校舎を愛知県から譲渡する交渉を進め、1300万円で新城東高校本郷校舎跡地を購入。2012年（平成24年）8月から2013年（平成25年）にかけて東栄町立東栄小学校の新校舎が建設された。設計は奥三河で設楽町役場や設楽町立設楽中学校なども手掛けた伊藤建築設計事務所（名古屋市）である。
2013年（平成25年）8月29日に竣工式が行われ、旧校地から新校地に移転した。新校地の所在地は東栄町大字本郷字上桜平28-1（北緯35度04分24.0秒 東経137度42分18.3秒 / 北緯35.073333度 東経137.705083度）。新校地には木造平屋建ての教室棟、管理棟、屋内運動場があり、全体の延床面積は2,800平方メートルである。校舎の建設には東栄町産の木材を使用している。校内の照明電力は管理棟の屋根に設置された太陽光発電パネルから供給されている。事業費は11億2000万円であり、うち5億円が国庫補助金、5億5000万円が過疎地域自立促進特別措置法に基づいて発行される過疎対策事業債（過疎債）だった。2017年度（平成29年度）の児童数は111人だった。